# Pauls Jets
Pauls Jets ist eine Band aus Wien, die um 2017 gegründet wurde. Der Sound der Band steht zwischen New Wave, Indie-Rock und Neuer Deutscher Welle. Die Band tourt durch die deutschsprachigen Länder und hat drei Alben veröffentlicht.

## Geschichte
Anfangs war die Band in Nischensendern wie FM4 zu hören, das Debütalbum erhielt vom Musikexpress die seltene Höchstwertung von 6/6. Seit dem zweiten Alben treten Pauls Jets in klassischen Venues auf – dem Radiokulturhaus oder dem WUK in Wien, dem Golden Pudel Club in Hamburg, dem Klunkerkranich in Berlin-Neukölln und bei Heppel & Ettlich in München-Schwabing, weiters in Augsburg, Freiburg, Stuttgart, Frankfurt, Düsseldorf, Bochum, Münster, Köln, Hannover, Leipzig, Kiel, Rostock oder Zürich. In der Rezension von Alle Songs bisher, erschienen 2019 in der Tageszeitung Der Standard, ist zu lesen, das „torkelnde und schwankende Album“ schlage „eine Brücke zwischen Rauschzustand und melancholisch guter Laune“.
Ungewöhnlich sind auch die Zwischenansagen, wie die Schweigeminute „für Gernot Blümel, der nach wie vor keinen Laptop besitzt“. Von der Tageszeitung Kurier wurde die Band im Jahre 2022 „irgendwo zwischen Indierock, New Wave und Neuer Deutscher Welle“ verortet – zwischen Bauhaus, Fehlfarben und Element of Crime, zwischen Ja, Panik, Einstürzende Neubauten, Tocotronic und Grauzone.
Seit 2022 ist die Band beim Berliner Independance-Label Staatsakt unter Vertrag.

## Diskografie
Alben
- 2019: Alle Songs bisher (Lotterlabel)
- 2020: Highlights zum Einschlafen (Lotterlabel)
- 2022: Jazzfest (Staatsakt)